# Víctor Bascuñán
Víctor Eduardo Bascuñán Catrileo (Santiago, Chile, 16 de junio de 1972) es un exfutbolista y abogado chileno. Jugaba como defensa.

## Trayectoria
Oriundo de Santiago, realizó sus divisiones inferiores en Universidad de Chile, debutó en el primer equipo durante la temporada 1991. Fue miembro del equipo bicampeón de la Primera división chilena en 1994 y 1995, viendo minutos en la Copa Libertadores 1995 en la victoria por 3-2 ante el Millonarios colombiano. Formó parte del equipo hasta fines de 1995, además tuvo pasos cedido en préstamo al Cerro Corá de la Primera División de Paraguay y Santiago Wanderers de la Primera B chilena.
Tras dejar el equipo laico, fue jugador de Unión Española en la Primera división y Santiago Morning de la Primera B, su último club como jugador profesional.
Luego del retiro, se título como Licenciado en Ciencias jurídicas de la Universidad SEK Chile, para luego jurar como Abogado.
Fuertemente vinculado a la Universidad de Chile, ha sido miembro tanto del Consejo Azul, entidad formada por diferentes miembros de la sociedad civil vinculados al club, como de la Corporación Más Allá del Horizonte, asociación de exjugadores del equipo.
Además, ha jugado en diferentes partidos amistosos de jugadores históricos de la Universidad de Chile, compartiendo cancha con Sergio Vargas, Cristián Castañeda, Mauricio Aros, Mariano Puyol, entre otros.

## Clubes
| Club                          | País     | Año       |
| ----------------------------- | -------- | --------- |
| Universidad de Chile          | Chile    | 1991-1995 |
| → Cerro Corá (cedido)         | Paraguay | 1993      |
| → Santiago Wanderers (cedido) | Chile    | 1994      |
| Unión Española                | Chile    | 1996      |
| Santiago Morning              | Chile    | 1997      |

## Palmarés

### Campeonatos nacionales
| Título           | Club                 | País  | Año  |
| ---------------- | -------------------- | ----- | ---- |
| Primera División | Universidad de Chile | Chile | 1994 |
| Primera División | Universidad de Chile | Chile | 1995 |